# Acinonyx
Acinonyx (Brookes, 1828) è un genere di mammiferi carnivori, appartenente alla famiglia dei felidi e alla sottofamiglia dei felini. In passato era stato classificato in una sottofamiglia a sé stante, gli Acinonychinae.

## Etimologia
Il nome del genere deriva dalla combinazione delle parole greche ἀκίνητος (akínētos), dal significato di "immobile", e ὄνυξ (ónyx), "unghia, artiglio".

## Tassonomia
Attualmente il genere è rappresentato da un'unica specie:
- Acinonyx jubatus Schreber, 1775, il ghepardo, diffuso in Africa ed Asia

Al genere vengono ascritte anche le seguenti specie:
- †Acinonyx aicha Geraads, 1997
- †Acinonyx intermedius Thenius, 1954
- †Acinonyx pardinensis Croizet & Joubert, 1828
- †Acinonyx kurteni Christiansen & Mazák, 2008 (contestata[2], forse un falso[3])

I resti fossili lasciano supporre che un tempo specie appartenenti al genere siano vissute anche in Europa. La presunta specie Acinonyx rex è da considerarsi non valida in quanto il ghepardo reale (o ghepardo di Cooper), caratterizzato da una pelliccia particolare, è un normale ghepardo con una mutazione dovuta a un gene recessivo.

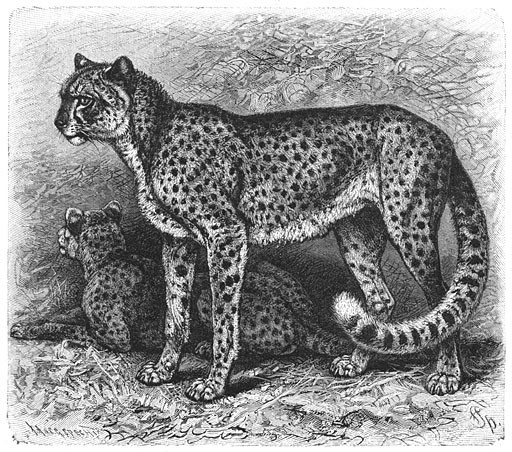
Illustrazione di un ghepardo nel libro La vita degli Animali del Brehm.

Il genere Acinonyx appartiene alla famiglia Felidae, nell'ambito della quale occupa un posto non ben specificato, in quanto i ghepardi attuali possiedono una serie di caratteristiche comuni sia ai panterini (Pantherinae) che ai felini (Felinae), oltre a tutta una serie di caratteristiche uniche. Per questo i ghepardi sono stati in passato classificati in una terza sottofamiglia, quella degli Acinonychinae Pocock, 1917. Attualmente dopo studi tassonomici, Acinonychinae viene considerato sinonimo della sottofamiglia Felinae.